# Kulkkilan Isosaari
Kulkkilan Isosaari är en ö i Finland. Den ligger i sjön Näsijärvi och i kommunen Tammerfors i den ekonomiska regionen Tammerfors och landskapet Birkaland, i den södra delen av landet, 170 km norr om huvudstaden Helsingfors. Öns area är 5,6 hektar och dess största längd är 490 meter i öst-västlig riktning.